# Space Gun
Space Gun (スペースガン) est un jeu vidéo de type shooting gallery développé et édité par Taito, sorti en 1990 sur borne d'arcade, Amiga, Atari ST, Commodore 64, ZX Spectrum et Master System.
Le jeu a été intégré dans la compilation Taito Legends sortie sur Windows, PlayStation 2 et Xbox.

## Accueil
- Amiga Format : 69 %[1]
- Amiga Power : 69 %[2]
- CU Amiga : 84 %[3]